# ایگور جوریچ
ایگور جوریچ (سیریلیک صربی: Игор Ђурић؛ زادهٔ ۲۲ فوریهٔ ۱۹۸۵) بازیکن سابق و مربی فوتبال اهل صربستان است.
از باشگاه‌هایی که در آن بازی کرده‌است می‌توان به باشگاه فوتبال وویوودینا، باشگاه فوتبال راد، باشگاه فوتبال هیرنفین، و باشگاه فوتبال الشارجه اشاره کرد.
وی همچنین در تیم ملی فوتبال صربستان بازی کرده‌است.